# سيسيليا ليونغ
سيسيليا ليونغ (بالسويدية: Cecilia Ljung)‏ هي ممثلة سويدية، ولدت في 4 أبريل 1961 في اوديفالا ‏ في السويد.

## أعمالها
- مسلسل هيب هيب هورا (2004).

## وصلات خارجية
- سيسيليا ليونغ على موقع IMDb (الإنجليزية)
- سيسيليا ليونغ على موقع روتن توميتوز (الإنجليزية)
- سيسيليا ليونغ على موقع ألو سيني (الفرنسية)
- سيسيليا ليونغ على موقع أول موفي (الإنجليزية)
- سيسيليا ليونغ على موقع قاعدة بيانات الأفلام السويدية (السويدية)
- سيسيليا ليونغ على موقع قاعدة بيانات الفيلم (الإنجليزية)
- سيسيليا ليونغ على موقع كينوبويسك (الروسية)